# Clutia pulchella
Clutia pulchella là một loài thực vật có hoa trong họ Peraceae. Loài này được L. mô tả khoa học đầu tiên năm 1753.

## Hình ảnh

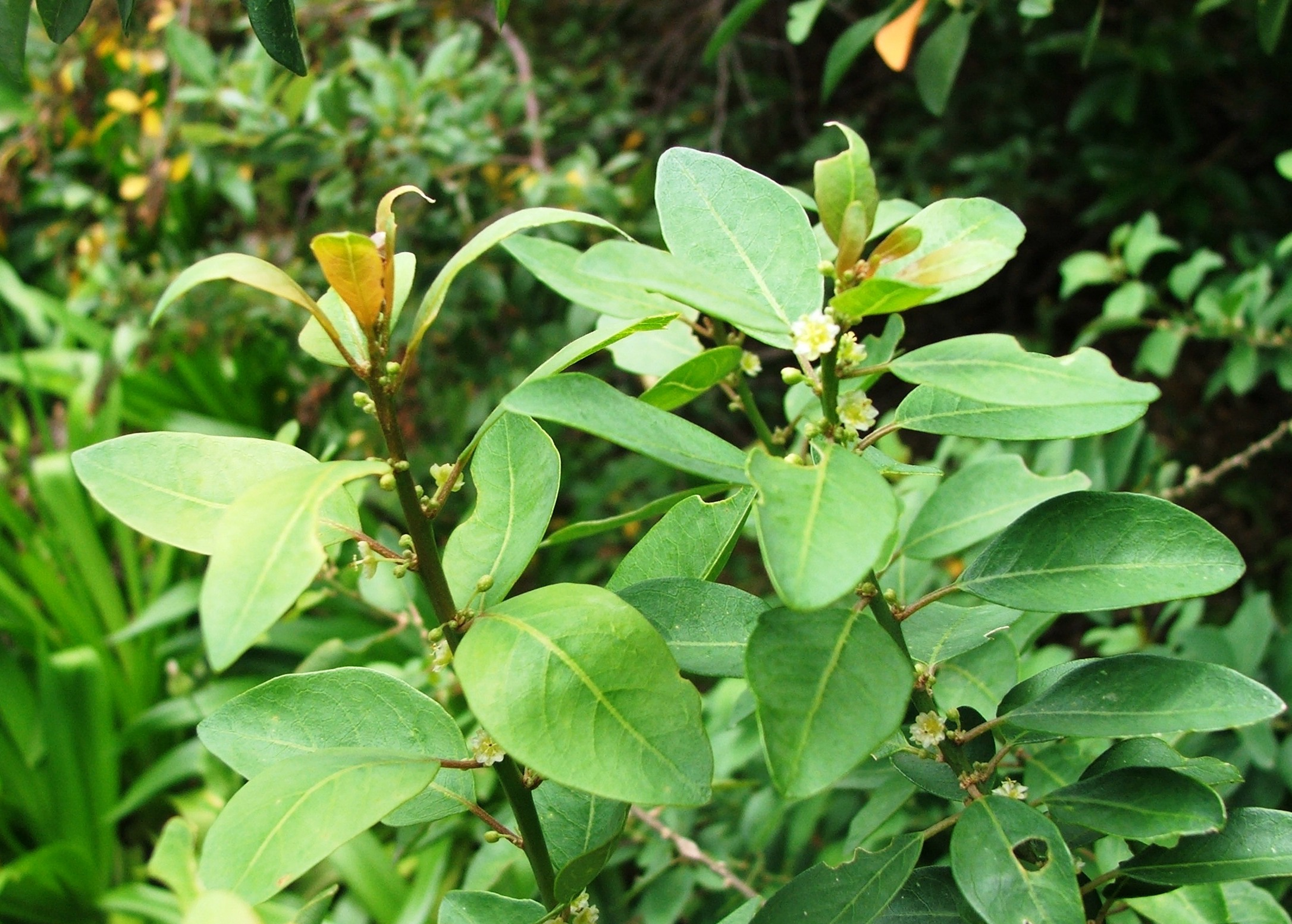
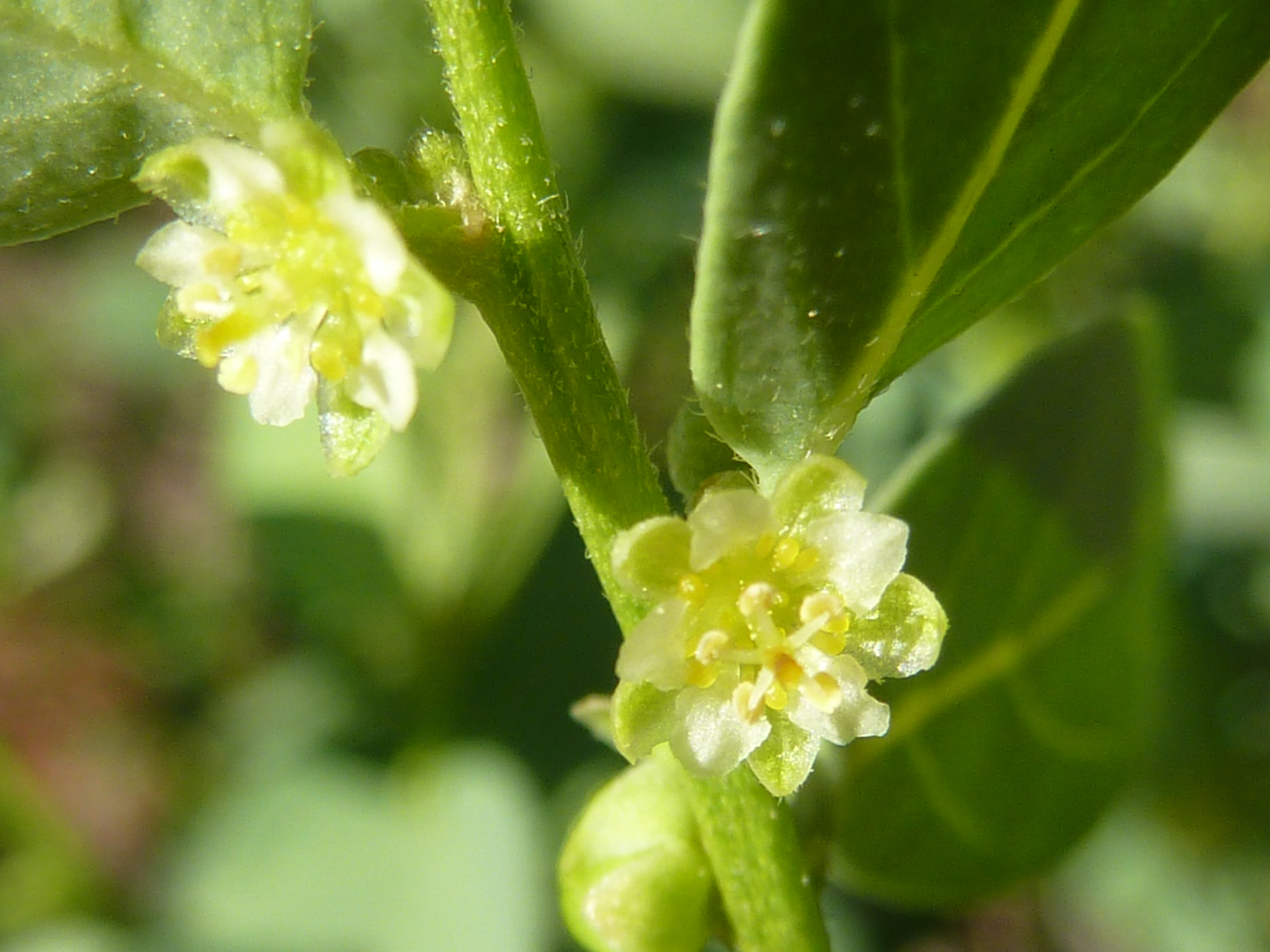
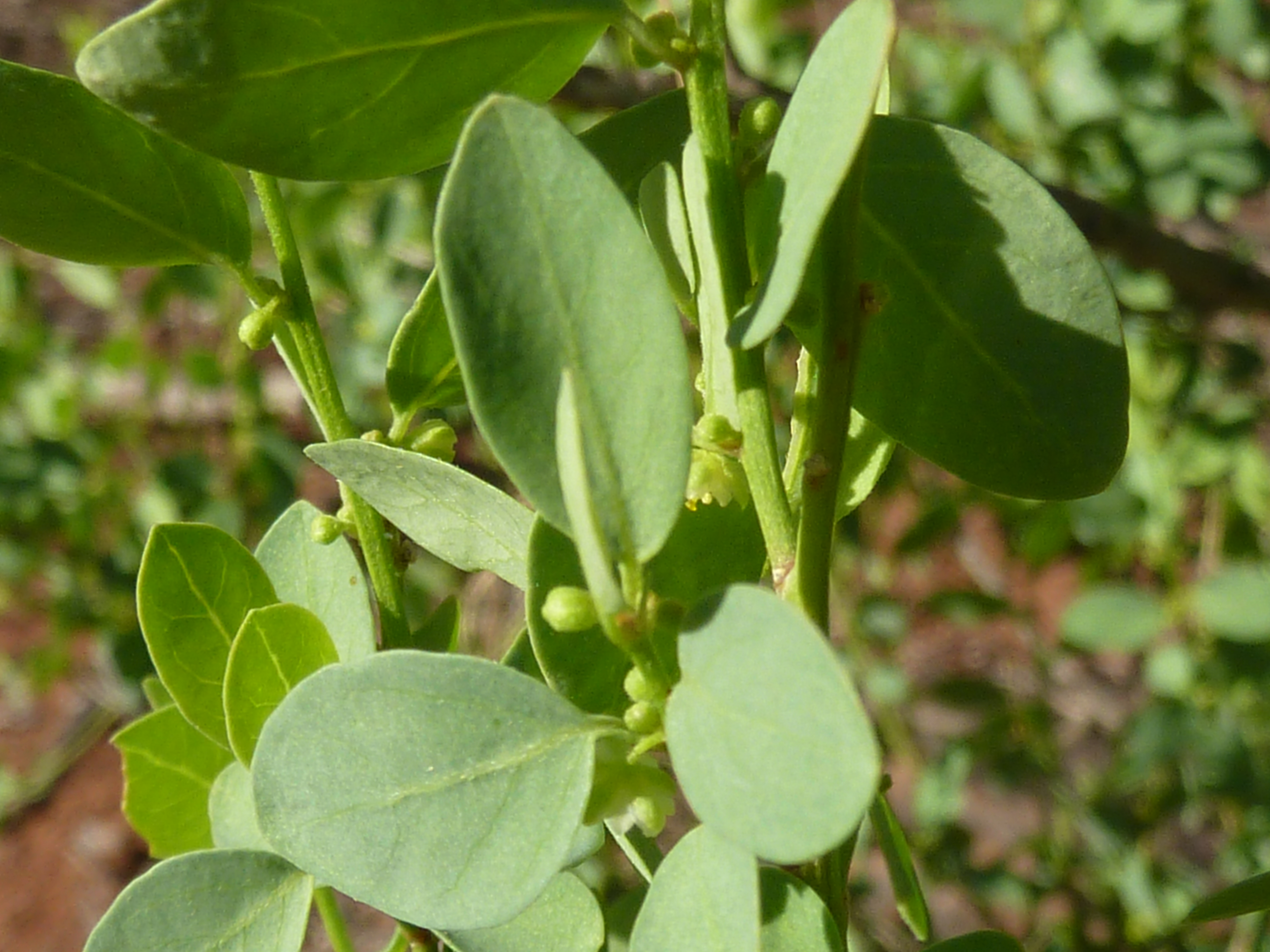
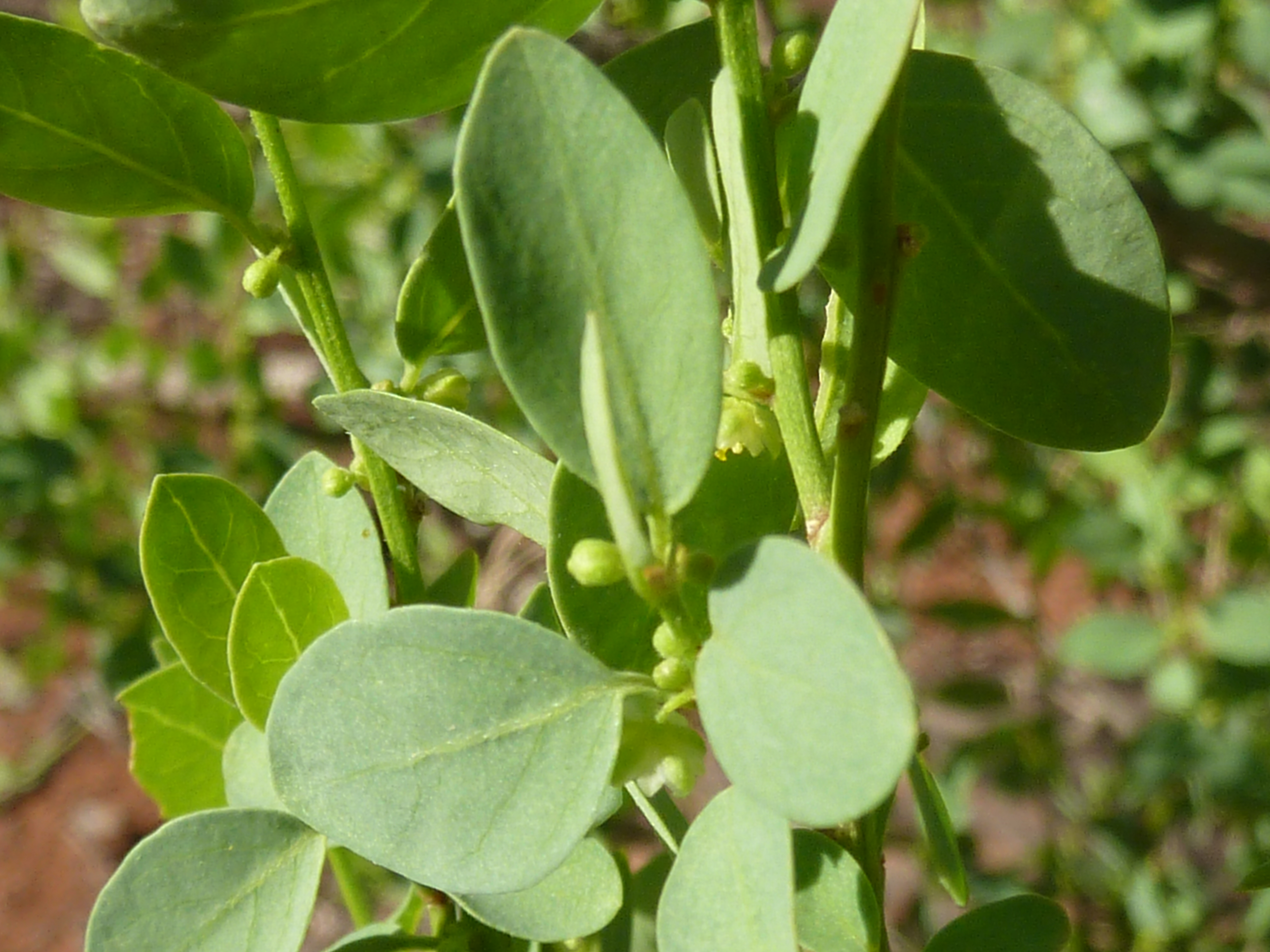